# Ochotona
« Pika » redirige ici. Pour les autres significations, voir Pika (homonymie).
« Pika » redirige ici. Pour l’article homophone, voir Pica.
Genre
Ochotona est un genre de la famille des Ochotonidae ; c'est le nom scientifique du pika. Il comporte toutes les espèces de pikas existantes. 

## Caractéristiques physiques
Les pikas sont de petits mammifères lagomorphes : ils sont plus proches des lapins et des lièvres que des rongeurs. Ce sont les descendants des Ochotonidae, animaux de taille moyenne (8 à 25 cm), qui se distinguent notamment par leurs oreilles et pattes postérieures réduites, ainsi que par leur cri : un sifflement strident qui leur vaut leur autre nom vernaculaire de « lièvres siffleurs » ou « lièvres criards ». Le pika peut atteindre une longueur de 50 cm, le plus gros spécimen trouvé mesurant 64 cm.

## Liste des sous-genres et espèces
Selon MSW :
- genre Ochotona
  - sous-genre Ochotona (Conothoa) Lyon, 1904
    - Ochotona erythrotis
    - Ochotona forresti — Pika de Forrest[1]
    - Ochotona gaoligongensis — Pika du Gaoligong[3]
    - Ochotona gloveri
    - Ochotona himalayana
    - Ochotona iliensis
    - Ochotona koslowi — Pika de Kozlov[3]
    - Ochotona ladacensis
    - Ochotona macrotis
    - Ochotona muliensis — Pika de Muli[3]
    - Ochotona nigritia
    - Ochotona roylei — Pika de Royle[3]
    - Ochotona rutila — Pika roux[3]

  - sous-genre Ochotona (Ochotona) Link, 1795
    - Ochotona cansus — Pika du Kansu ou lièvre criard de Kansu[3]
    - Ochotona curzoniae — Pika à lèvres noires[1]
    - Ochotona dauurica — Pika de Daourie[3]
    - Ochotona huangensis
    - Ochotona nubrica
    - Ochotona pusilla — Pika des steppes ou Pika asiatique ou Lagomys asiatique ou lièvre nain ou encore petit lièvre[3],[1]
    - Ochotona rufescens — Pika afghan[3]
    - Ochotona thibetana
    - Ochotona thomasi

  - sous-genre Ochotona (Pika) Lacépède, 1799
    - Ochotona alpina — Pika de l'Altaï ou Pika alpin[1]
    - Ochotona argentata
    - Ochotona collaris — Pika à collier[3]
    - Ochotona hoffmanni
    - Ochotona hyperborea — Pika du Nord[3]
    - Ochotona pallasi — Pika de Pallas[3] ou pika de Mongolie[1]
    - Ochotona princeps — Pika américain ou pika d'Amérique ou lièvre criard d'Amérique[3] ou pika des montagnes Rocheuses ou lièvre siffleur[1]
    - Ochotona turuchanensis

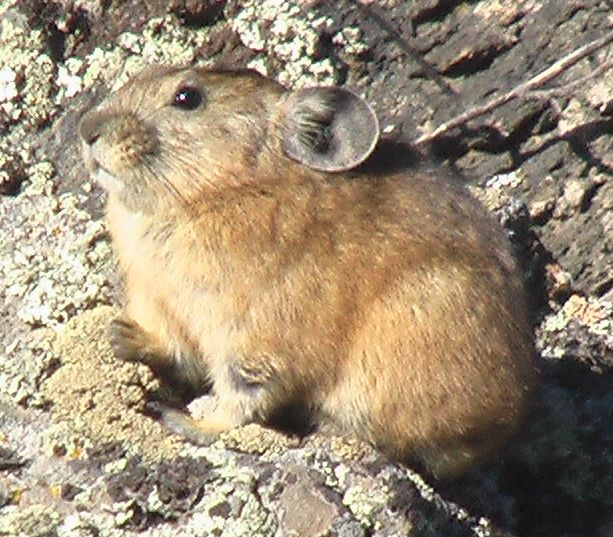
Ochotona alpina
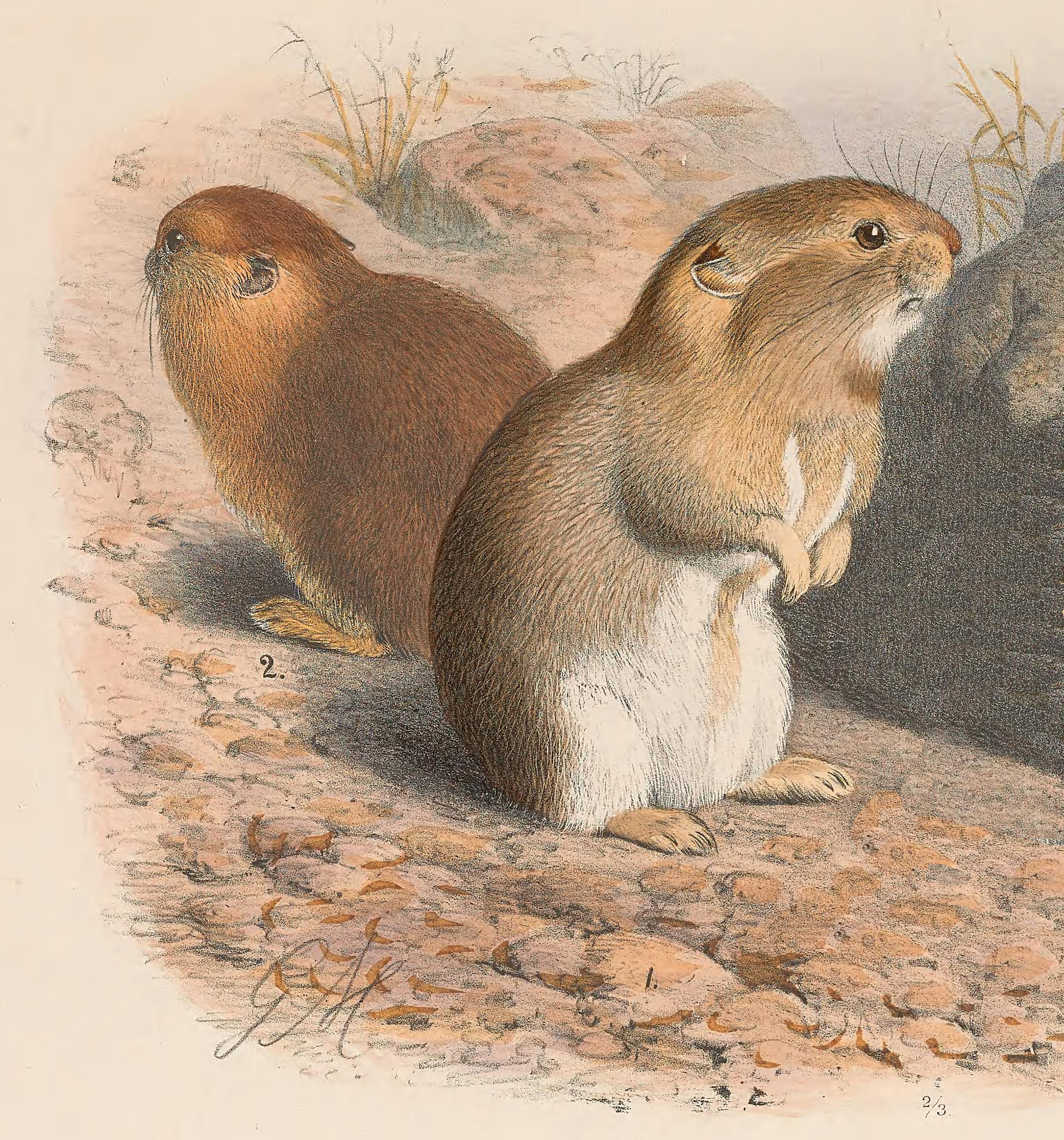
Ochotona cansus
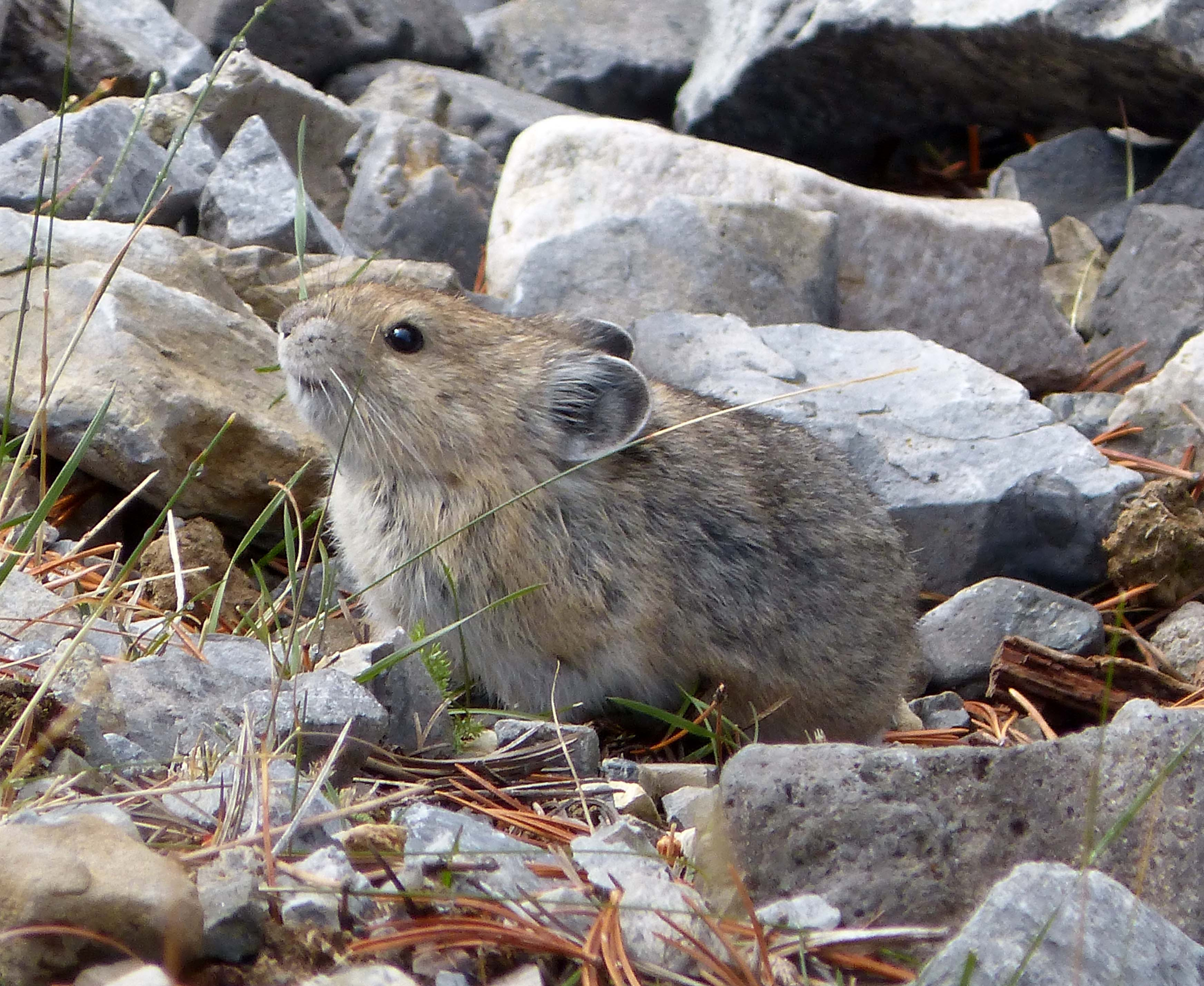
Ochotona collaris
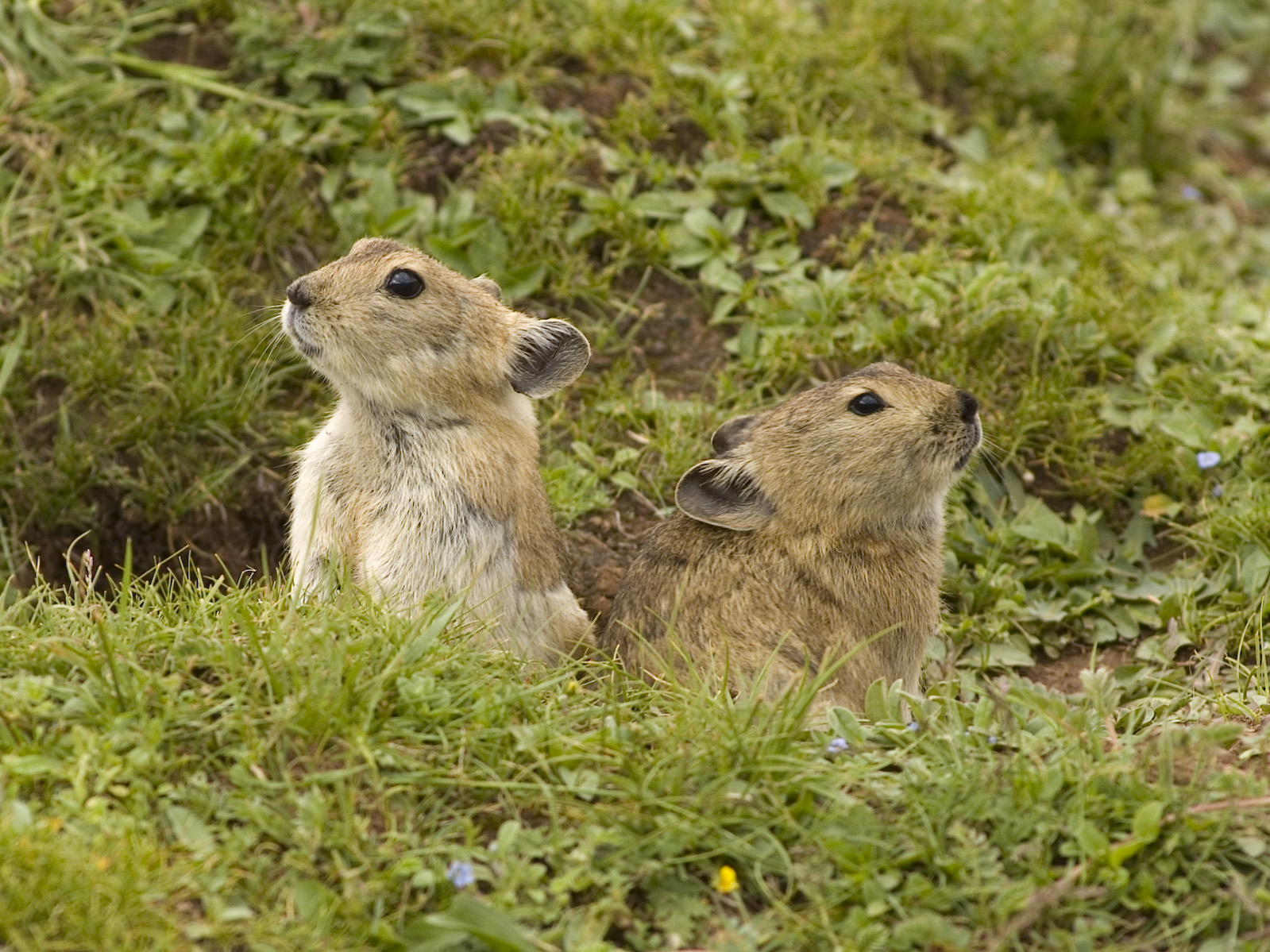
Ochotona curzoniae
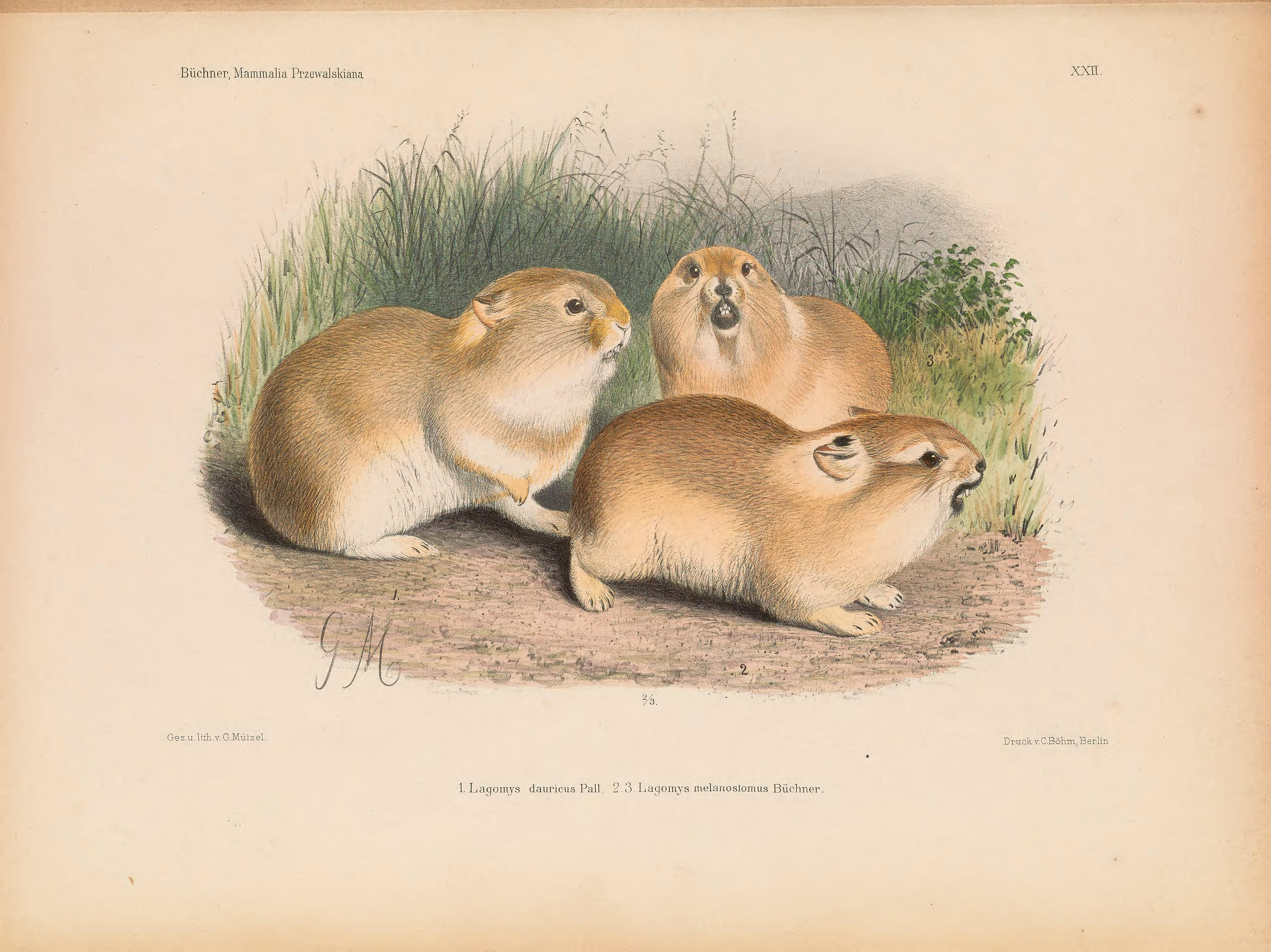
Ochotona dauurica
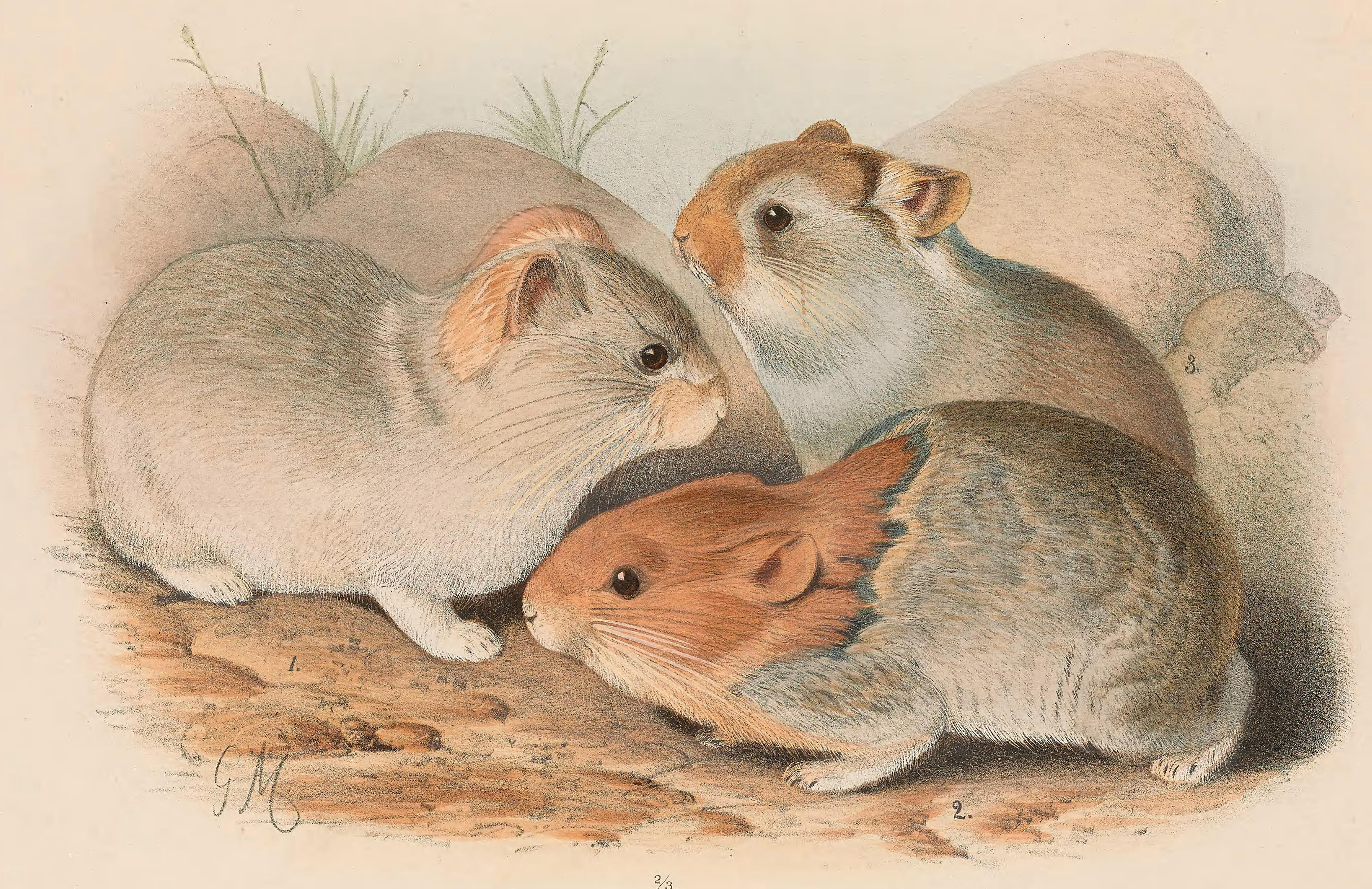
Ochotona erythrotis
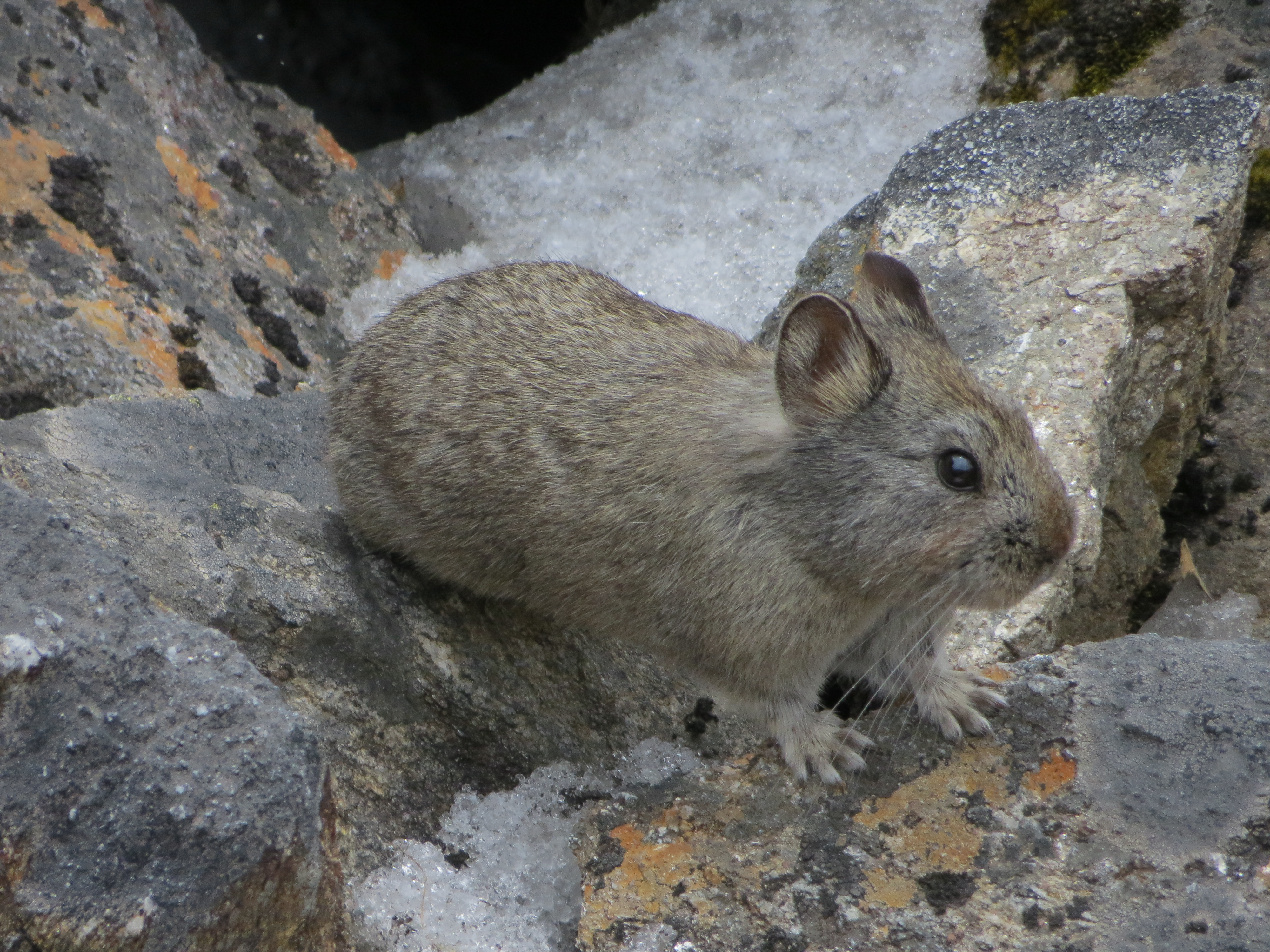
Ochotona himalayana
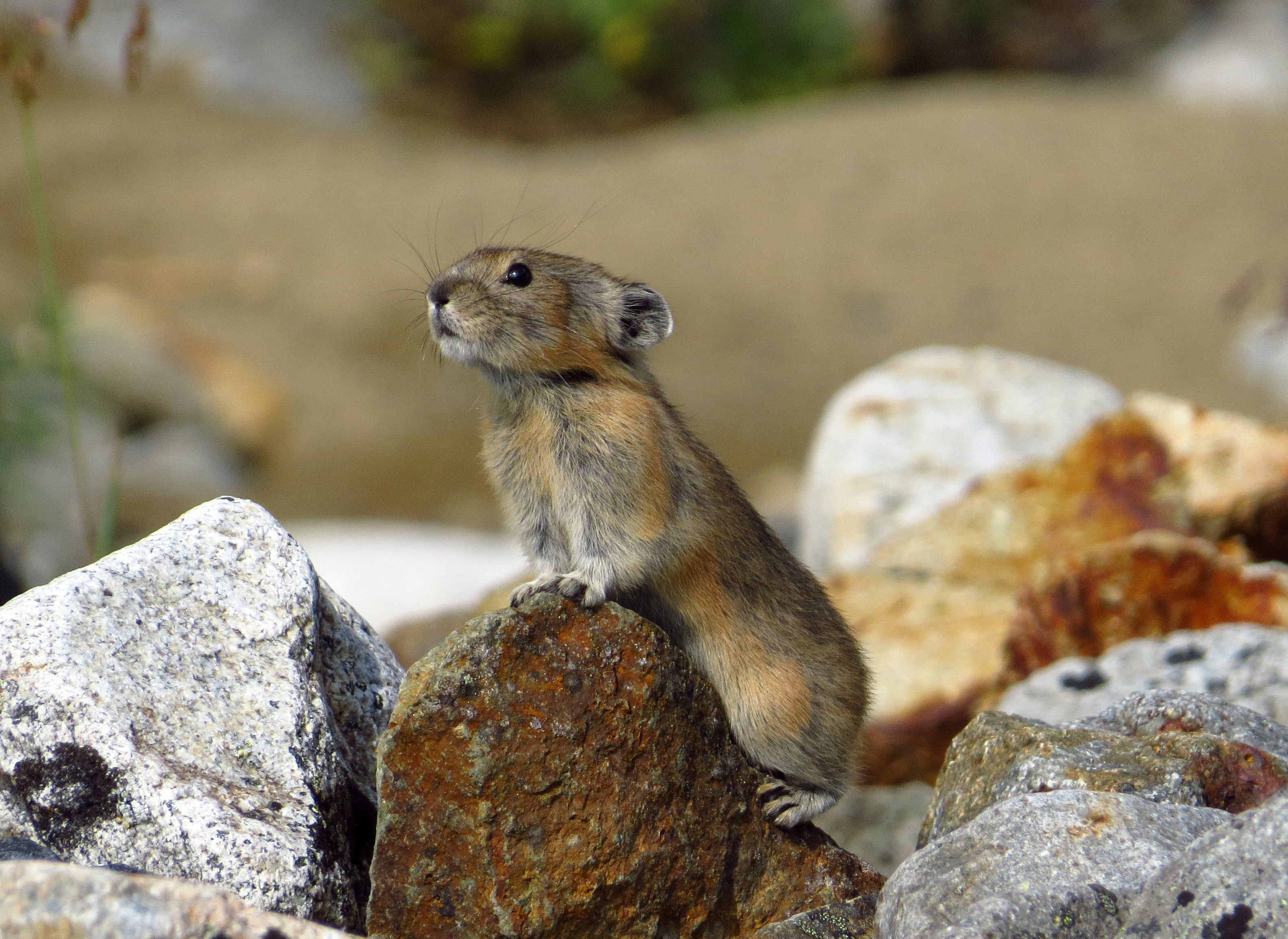
Ochotona hyperborea
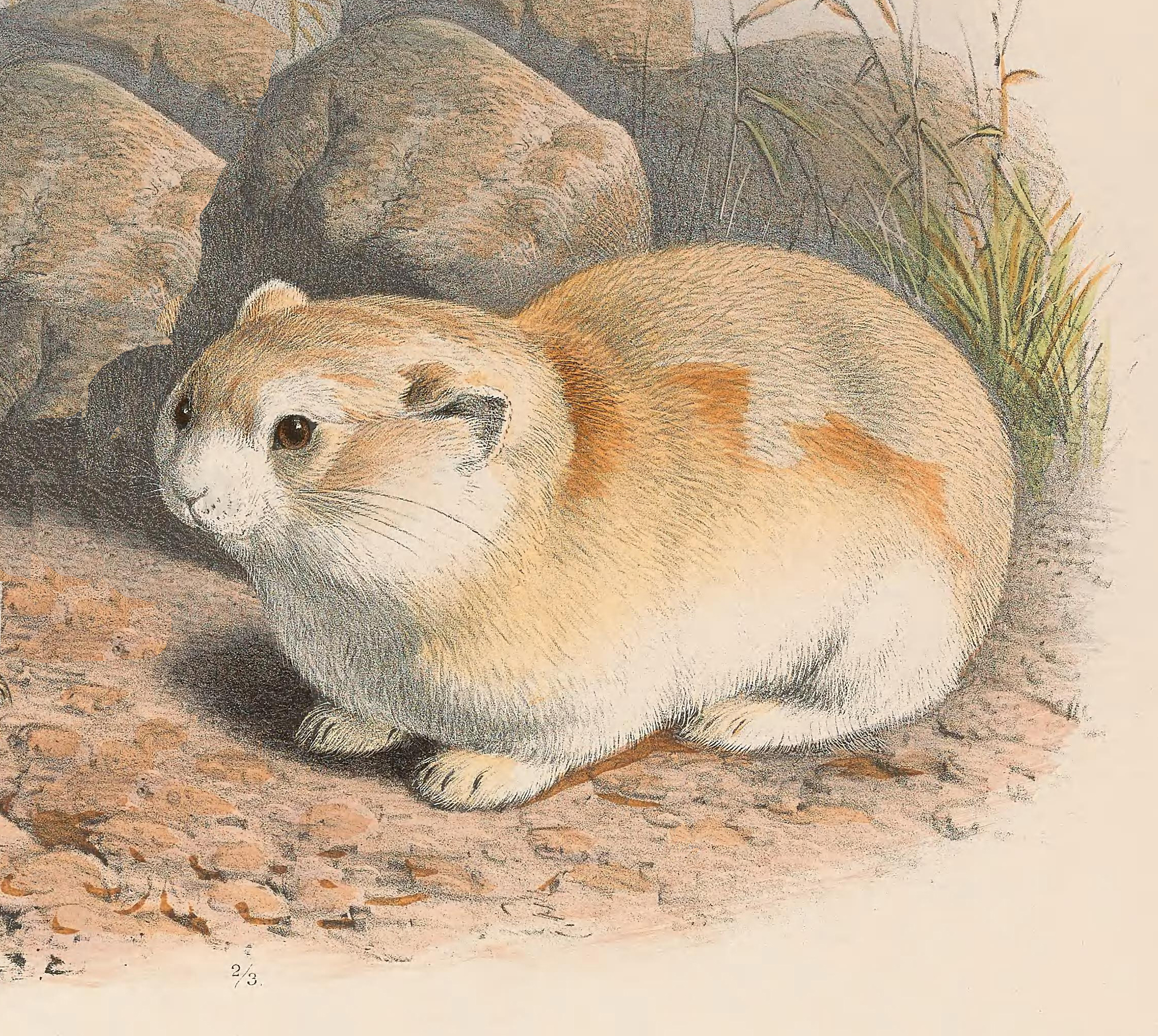
Ochotona koslowi
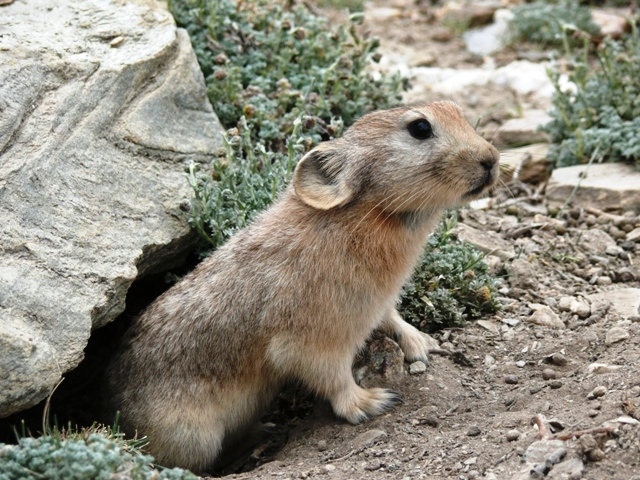
Ochotona ladacensis
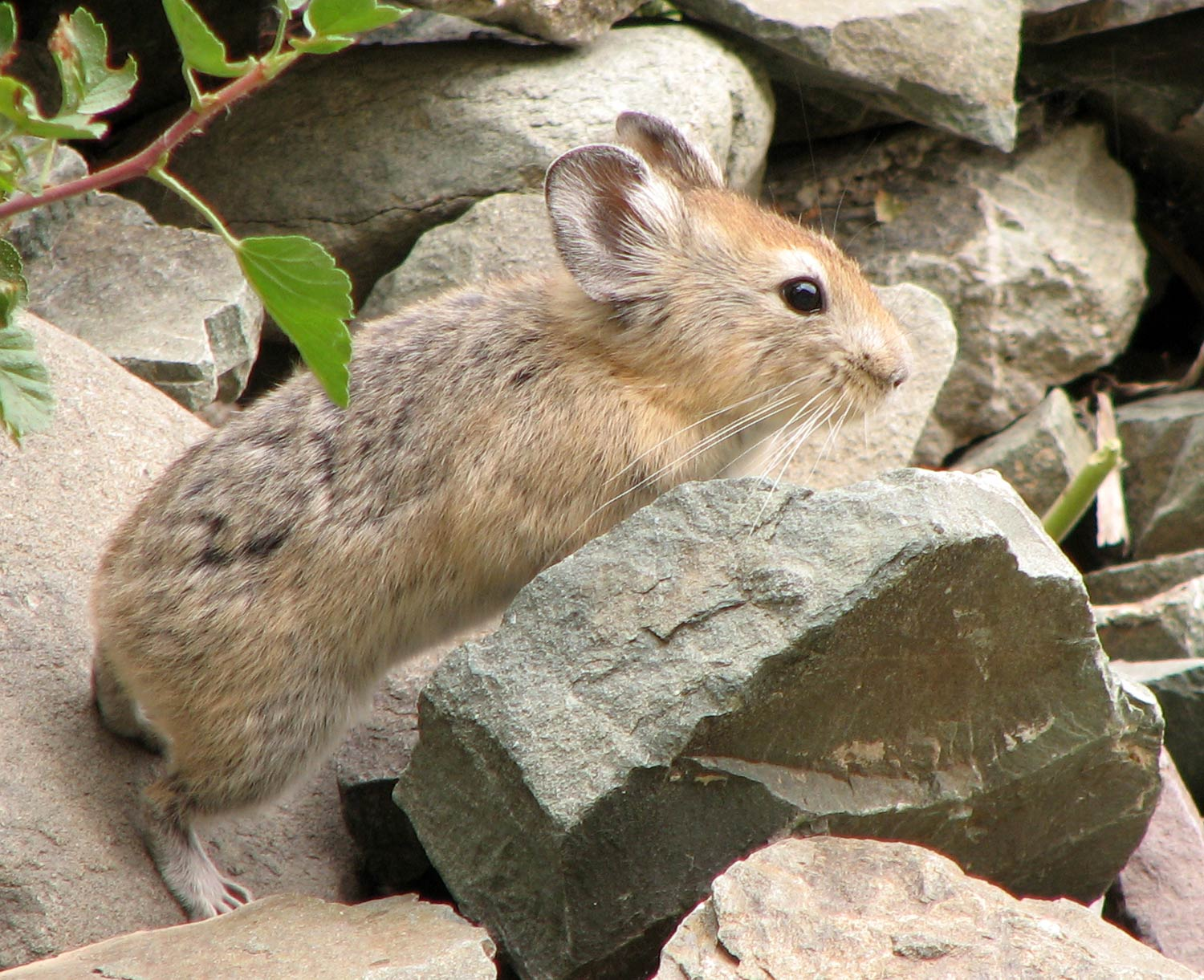
Ochotona macrotis
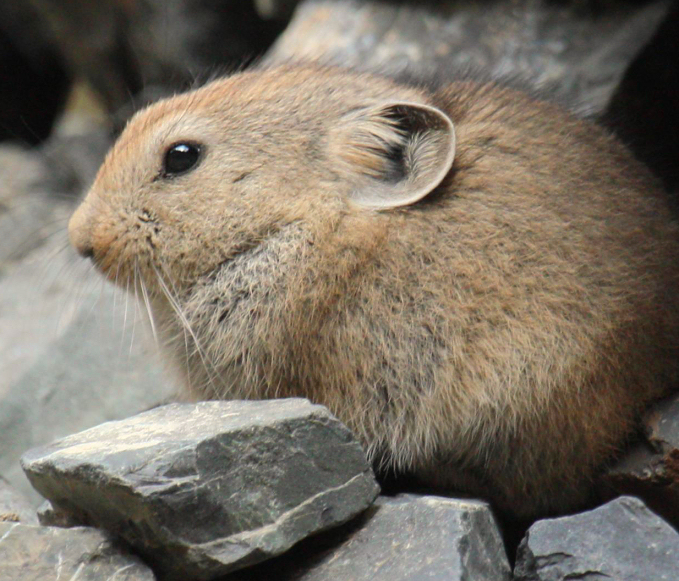
Ochotona pallasi
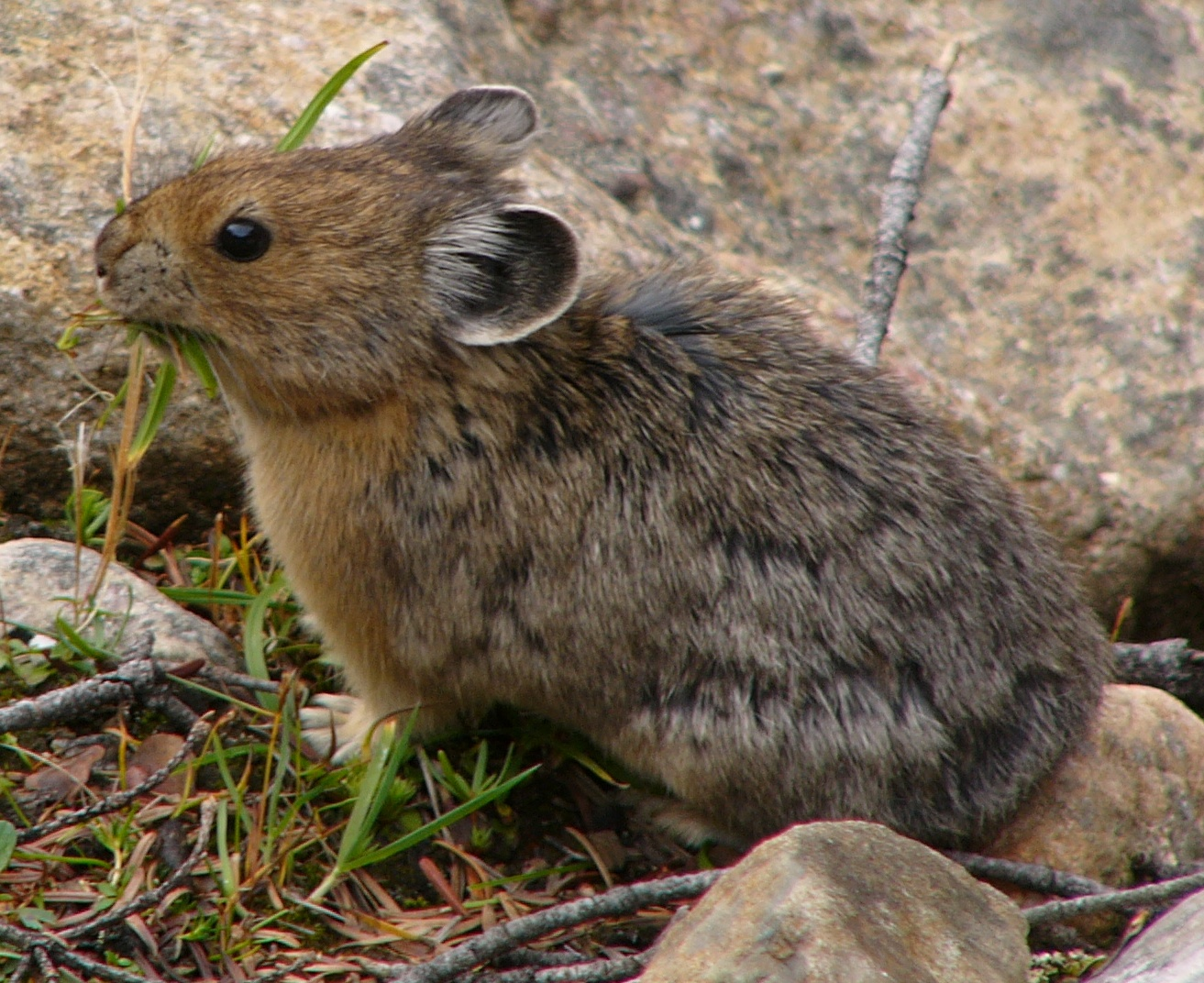
Ochotona princeps
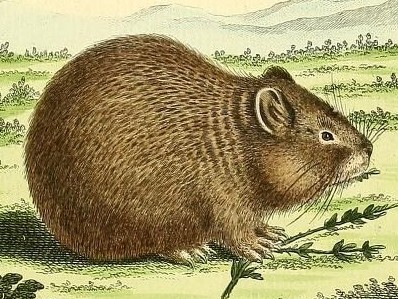
Ochotona pusilla
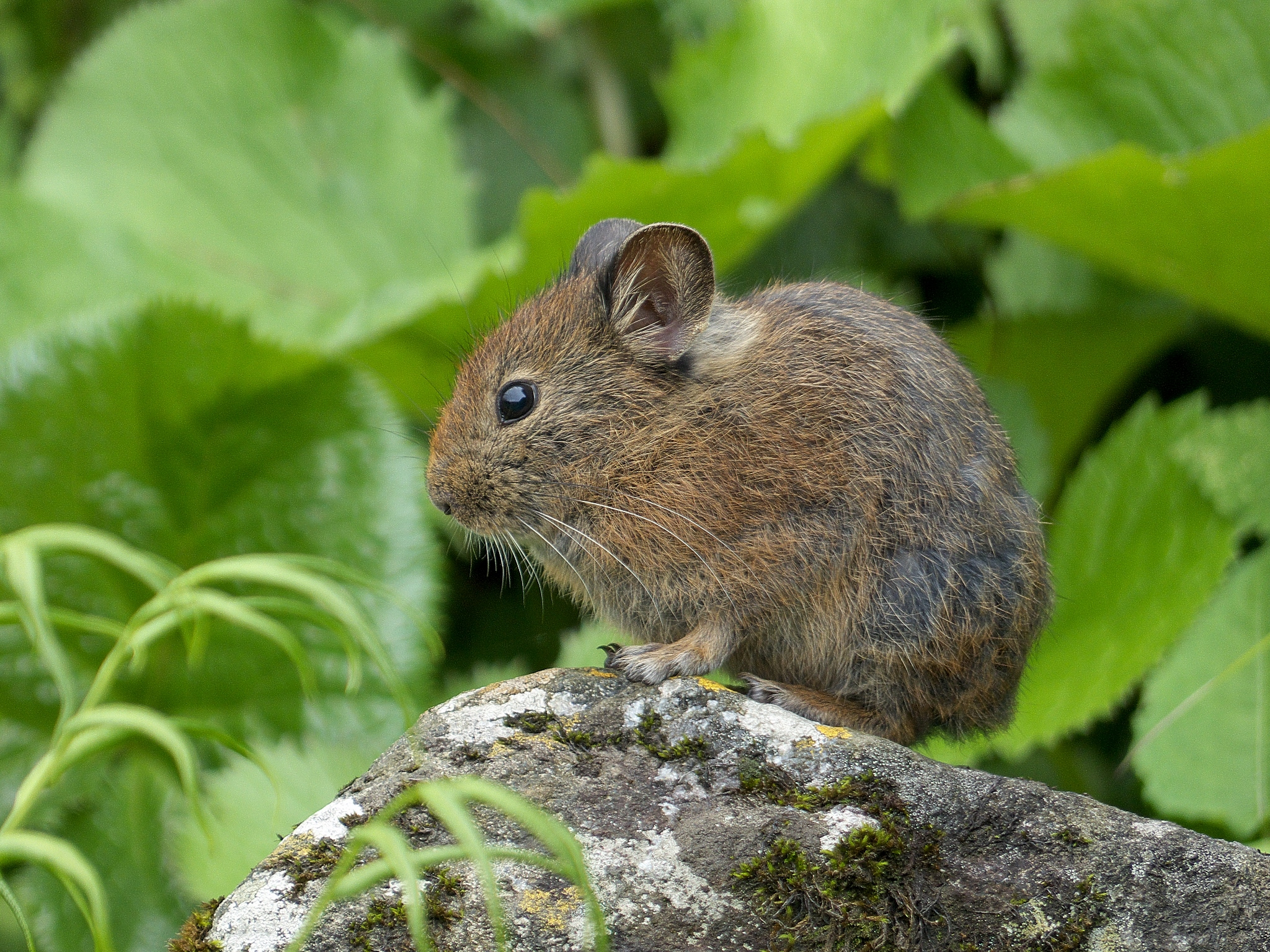
Ochotona roylei
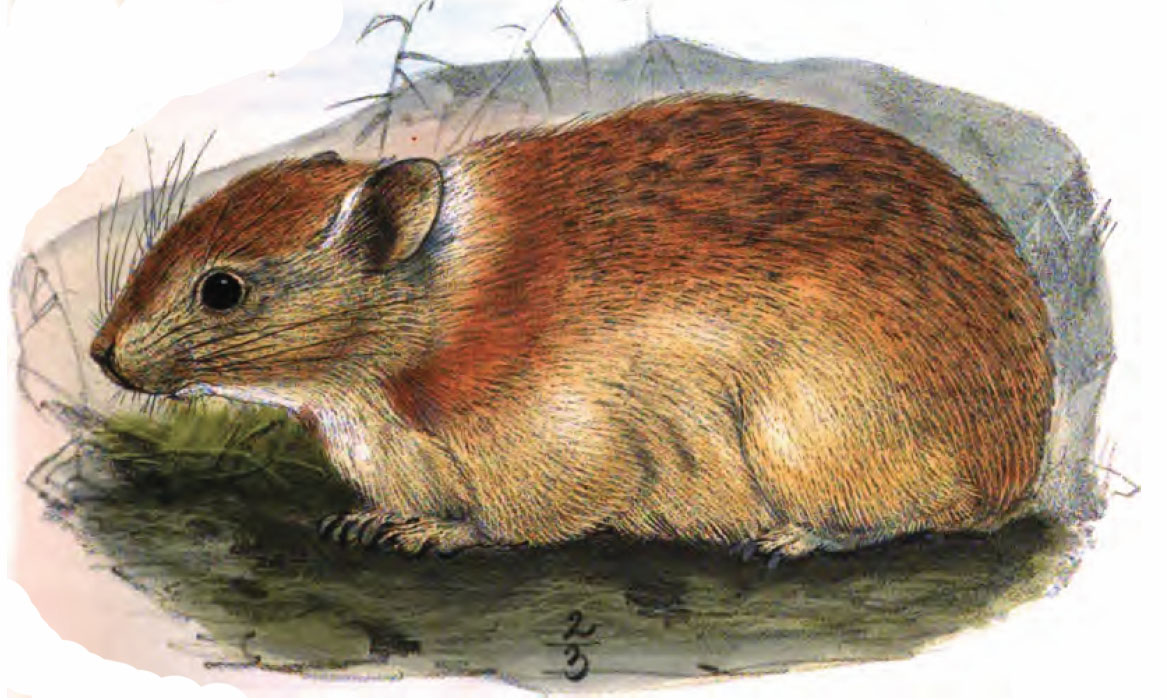
Ochotona rufescens
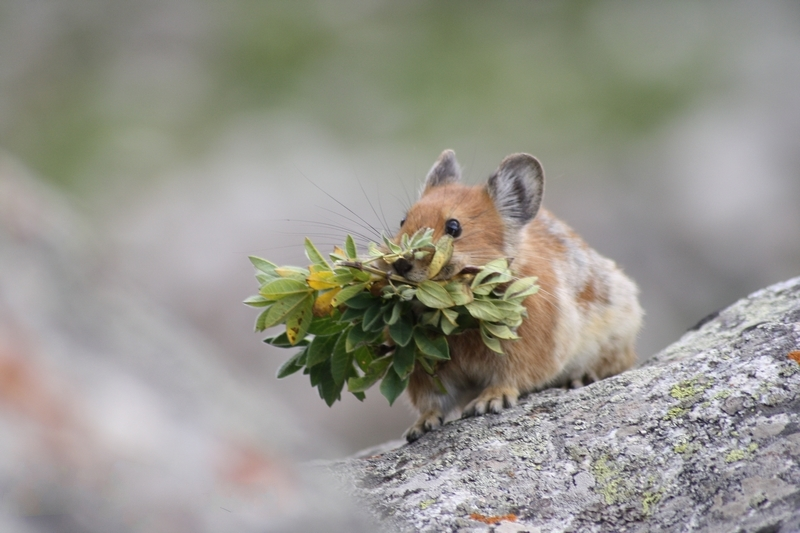
Ochotona rutila
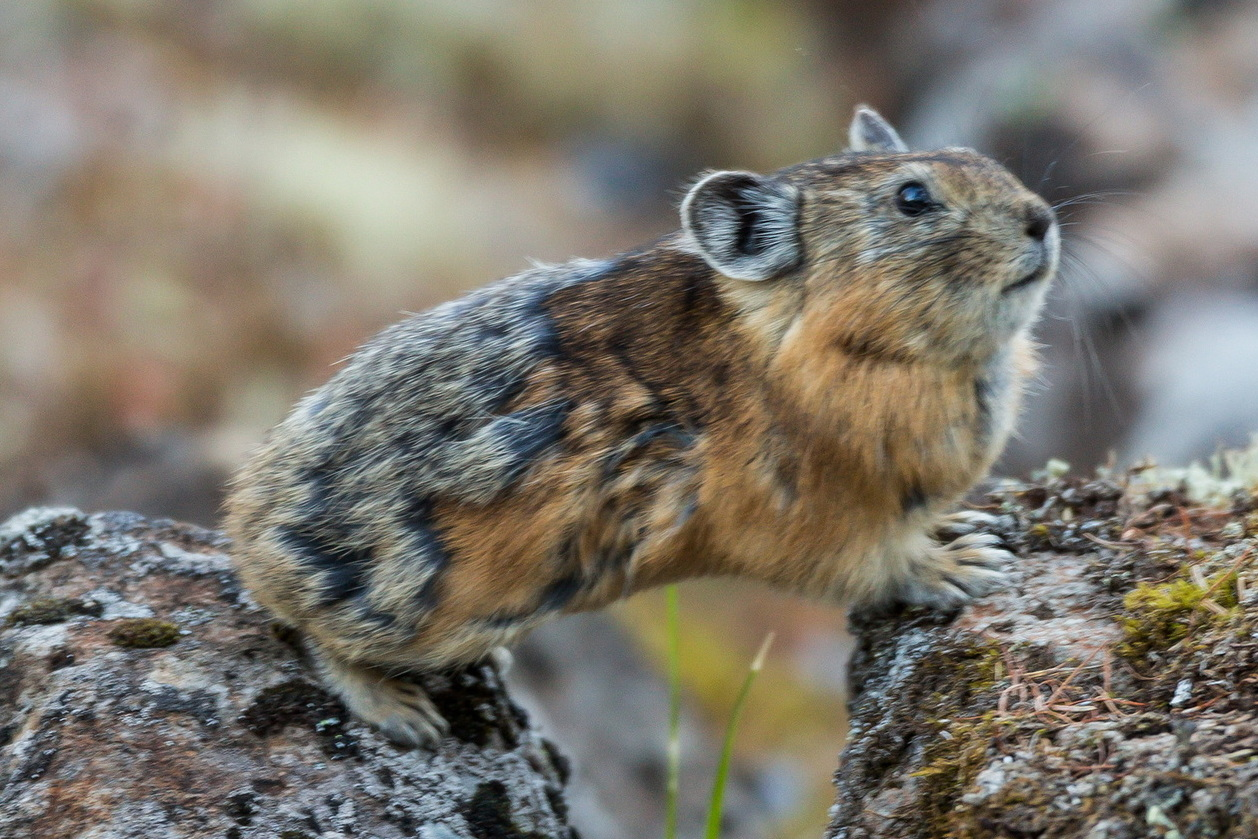
Ochotona turuchanensis

## Habitat et mode de vie
Le Pika vit en Asie, en Alaska (États-Unis) et dans le nord du Canada.